# Stora gylet
Stora gylet är en sjö i Osby kommun i Skåne och ingår i Skräbeåns huvudavrinningsområde.